# WebStorm
JetBrains WebStorm — інтегроване середовище розробки для JavaScript, HTML та CSS від компанії JetBrains, розроблена на основі платформи IntelliJ IDEA. WebStorm є спеціалізованою версією PhpStorm, пропонуючи підмножину з його можливостей. WebStorm постачається з перед-установленим плаґінами JavaScript (такими як для Node.js), котрі доступні для PhpStorm безкоштовно.
WebStorm підтримує мови JavaScript, CoffeeScript, TypeScript та Dart.
WebStorm забезпечує автодоповнення, аналіз коду на льоту, навігацію по коду, рефакторинг, зневадження та інтеграцію з системами управління версіями. Важливою перевагою інтегрованого середовища розробки WebStorm є робота з проектами (у тому числі, рефакторинг коду JavaScript, що міститься в різних файлах і теках проекту, а також вкладеного в HTML). Підтримується множинна вкладеність (коли в документ на HTML вкладений скрипт на Javascript, в який вкладено інший код HTML, всередині якого вкладений JavaScript) — в таких конструкціях підтримується коректний рефакторинг.

## Можливості
Основні можливості
- Інтеграція з системами управління версіями Subversion, Git, GitHub, Perforce, Mercurial, CVS підтримуються з коробки з можливістю побудови списку змін і відкладених змін
- Інтеграція з системами відстеження помилок
- Модифікація файлів .css, .html, .js з одночасним переглядом результатів (Live Edit, в деяких джерелах ця функціональність називається «редагування файлів на льоту» або «в реальному часі» або «без перезавантаження сторінки»)[4]
- Віддалене розгортання за протоколами FTP, SFTP, на монтованих мережевих дисках тощо з можливістю автоматичної синхронізації
- Можливості Zen Coding і Emmet

Підтримка:
Web
- Angular
- React
- Vue.js

Server
- Node.js
- Meteor

Mobile
- Ionic
- Cordova
- React Native

Desktop
- Electron

### Live Edit
LiveEdit — можливість WebStorm, котра з'явилася з версії 5 і дозволяє одночасно редагувати код HTML, CSS або JavaScript і бачити, як результат відображається в браузері. Для цього потрібна підтримка такої можливості з боку браузера, тому WebStorm при установці ставить плаґін для Google Chrome.

### Підтримка node.js
WebStorm підтримує завантаження[уточнити] застосунків у node.js. Також підтримується повний набір функцій редагування застосунків на javascript — як для виконання на сервері, так і в браузері: автодоповнення, навігація по коду, рефакторінг і перевірка на помилки.
Для node.js підтримується також виведення повідомлень node.js на окрему вкладку в IDE.

### LESS, Sass, SCSS
Мови стилів LESS, Sass і SCSS, які розширюють можливості описів стилів у CSS, повністю підтримуються в WebStorm, зокрема, підтримується рефакторинг коду для них, коли треба змінити вираз (наприклад, #a9a9a9) на змінну (наприклад @grey), для того, щоб зробити код читанішим і простіше перевизначати параметри (наприклад, шляхом присвоєння їм значення @grey: #a9a9a9)

### Підтримка CoffeeScript
У версіях від WebStorm 5 для CoffeeScript є навігація за кодом, автодоповнення, рефакторинг, підсвічування синтаксису і перевірка на помилки.

### Підтримка JavaScript, HTML, CSS в IntelliJ IDEA
JetBrains також розробляє і підтримує інше середовище розробки — IntelliJ IDEA з аналогічними можливостями підтримки JavaScript, HTML і CSS.

## Виноски
1. ↑  PhpStorm. Архів оригіналу за 22 березня 2015. Процитовано 21 квітня 2013. PhpStorm includes all the functionality of WebStorm (HTML/CSS Editor, JavaScript Editor) and adds full-fledged support for PHP and Databases/SQL.
2. ↑  Which IDE do I need?. PhpStorm FAQ. Архів оригіналу за 19 травня 2014. Процитовано 21 квітня 2013. [Архівовано 2014-05-19 у Wayback Machine.]
3. ↑  Introducing Html5, 2012.
4. ↑  Михаил Кобзарев. LiveEdit в PhpStorm. Архів оригіналу за 4 лютого 2013. Процитовано 19 травня 2014.
5. ↑  Erez Zukerman (13 листопада 2012). Review: WebStorm 5 IDE provides powerful editing features and instant feedback for Web developers (англ.). PCWorld. Архів оригіналу за 4 лютого 2013. Процитовано 30 січня 2013.